# Skogsspärrmossa
Skogsspärrmossa (Campylophyllum sommerfeltii) är en bladmossart som beskrevs av Lars Hedenäs 1997. Enligt Catalogue of Life ingår Skogsspärrmossa i släktet småspärrmossor och familjen Amblystegiaceae, men enligt Dyntaxa är tillhörigheten istället släktet småspärrmossor och familjen Hypnaceae. Arten är reproducerande i Sverige. Inga underarter finns listade i Catalogue of Life.